# Nature Ganganbaigal
Nature Ganganbaigal, también conocido como Nature G, (10 de septiembre de 1989 - 12 de junio de 2019), fue un compositor, músico multinstrumentista y productor de origen Chino y radicado en Estados Unidos. Sus ancestros provienen de las etnias Han y Mongol. Fue intérprete de morin juur y canto difónico. Apareció sobre el escenario del Lincoln Center y dio un concierto en el Carnegie Hall junto a Tengger Cavalry ante un aforo completo. Se graduó en 2015 en la Universidad de Nueva York, obteniendo una maestría en composición de música cinematográfica.

## Carrera musical
En 2010, Nature G formó la banda Tengger Cavalry, como un proyecto solista donde mezclaba parte de la música tradicional de sus ancestros con los sonidos del heavy metal, en lo que se puede definir como nomadic folk metal. Gracias a su álbum debut Blood Sacrifice Shaman, algunas revistas europeas como Legacy en Alemania o Terrorizer y Metal Hammer en Reino Unido, publicaron artículos y reseñas que ayudaron a Tengger Cavalry a ganar notoriedad en occidente. Posteriormente, medios como CNN, Vice, Billboard o MTV cubrirían el trabajo de Nature G y su grupo.
En 2014 lanzó su álbum solista To Where Tengger Leads Me, obteniendo como reconocimiento una medalla de bronce en los Global Music Awards y una nominación a los Hollywood Music in Media Awards. En 2015 fue nominado como Mejor Composición Original en los premios del Festival de Cine Independiente de Los Ángeles.
Además de su trabajo con Tengger Cavalry, Nature G ha lanzado algunos álbumes en solitario bajo su propio nombre y de estilo new age y folk rock. También participó en la banda sonora de documentales y juegos como Civilization VI, Doom Eternal y Age of Empires IV.
A principios de 2018 y tras el lanzamiento del álbum Cian Bi, Nature G decide poner término a su banda Tengger Cavalry, volviendo a la actividad meses más tarde. Al respecto, en abril de 2019 el músico revelaría a revista Kerrang! los motivos que lo llevaron a tomar tal decisión:

Estaba arriba en el edificio, pensando en hacerlo, cuando de la nada aparece un grupo de policías. Estaban haciendo una inspección y me preguntaron qué estaba haciendo ahí. Y me di cuenta que en el fondo todavía quería ayuda. Quería una salida. Así que les dije y llamaron a una ambulancia.

(...) me llevaron a una sala de emergencias de vigilancia para suicidas en Queens durante unas doce horas. Les conté lo que estaba pasando y ellos determinaban si es que necesitaba tratamiento. Y les dije: solamente necesito un abogado. Me dejaron salir, me hicieron pruebas y no tenía drogas ni alcohol en mi sistema, no tenía ningún historial, así que se dieron cuenta de que solamente estaba un poco desesperado. Pero me recomendaron que volviera a Asia a pasar algún tiempo con mi familia.

Luego del episodio, Tengger Cavalry volvió a la actividad creativa, lanzando el álbum Northern Memory el 10 de mayo de 2019.
Poco tiempo después, el 24 de junio del mismo año, fue anunciado el fallecimiento de Nature Ganganbaigal a los 29 años de edad. Su cuerpo habría sido encontrado por las autoridades el 13 de junio, pero no fue hasta que sus compañeros de banda comenzaran a sospechar debido a su ausencia en sus compromisos musicales que se dio a conocer la noticia.

## Discografía

### ConTengger Cavalry

#### Álbumes de estudio
- 2010: Blood Sacrifice Shaman (CD, Dying Art Productions)
- 2011: Cavalry Folk (CD, Dying Art Productions)
- 2012: Sunesu Cavalry (CD, Metal Hell Records)
- 2013: The Expedition (CD, Metal Hell Records)
- 2013: Black Steed (CD, Dying Art Productions)
- 2014: Ancient Call (Cd, Metal Hell Records / Dying Legion)
- 2015: Blood Sacrifice Shaman (Regrabado) (CD, Metal Hell Records)
- 2016: Cavalry in Thousands (CD)
- 2017: Die On My Ride (CD/LP, M-Theory Audio)
- 2018: Cian Bi (CD/LP, Napalm Records)
- 2019: Northern Memory (CD, autogestionado)

#### Sencillos y EPs
- 2016: Mountain Side (CD, Pest Productions)
- 2016: kAAn (CD)
- 2016: War Horse (CD)
- 2019: Northern Memory Vol. 2 (CD)

#### Recopilaciones
- 2016: Grassland Rock (CD, autogestionado)
- 2016: Soundtrack Of The Cavalry (Remix) (CD), autogestionado)
- 2017: Cavalry From Hell (Covers) (Digital)

#### Demos
- 2009: Tengger Cavalry (CD, autogestionado)

### Como solista
- 2017: To Where Tengger Leads Me
- 2017: Stereotyping
- 2019: Dark Poetry